# Гудван, Абрам Моисеевич
Абрам Моисеевич Гудван (15 февраля 1873, Балабановка, Волынская губерния — ?) — русский журналист, историк и общественный деятель.
Печатался в «Одесских новостях», «Нашей жизни», «Современном слове», «Речи», «Дне», «Русском слове», «Молве», «Современном мире». Редактор газеты «Приказчик Юга России» (Одесса, 1906–1907). Сотрудничал также с газетами марксистского направления.

## Избранное
- «Приказчики в Одессе», 1904.
- «В царстве тьмы и эксплуатации» (СПб., 1909).
- «Евреи — присяжные заседатели в России» (Нью-Йорк, 1913).